# Dunc Gray Velodrome
Das Dunc Gray Velodrome ist ein Sportkomplex mit Radrennbahn in Bankstown City, Australien, nahe Sydney.
Erbaut wurde das Velodrom anlässlich der Olympischen Spiele in Sydney 2000. Die Bauzeit dauerte von Februar 1998 bis November 1999, eröffnet wurde sie am 26. Januar 2000, dem Australia Day. Die Radrennbahn selbst ist 250 Meter lang und aus Kiefernholz. Benannt wurde der Sportkomplex nach dem Bahnradsportler Dunc Gray, der als erster Australier eine Goldmedaille im Radsport errang, bei den Olympischen Spielen 1932 in Los Angeles.
Nach den Olympischen Spielen fanden in den 2000er Jahren regelmäßig Läufe des UCI-Bahnrad-Weltcups im Dunc Gray Velodrome statt, dazu die Bahn-Weltmeisterschaften für Masters von 2007 bis 2009. Als einzige überdachte Radrennbahn in seinem Bundesstaat diente das Velodrom dem New South Wales Institute of Sport als Stützpunkt für sein Förderprogramm. Ende 2024 wurde bekannt, dass die Regierung von New South Wales die finanzielle Unterstützung für das Gebäude beendet; sein Fortbestand ist daher gefährdet.